# New England Patriots 1986
La stagione 1986 dei New England Patriots è stata la 17ª della franchigia nella National Football League, la 27ª complessiva e la terza con Raymond Berry come capo-allenatore. La stagione si concluse con un bilancio di undici vittorie e cinque sconfitte, conquistando il titolo della AFC East division. Questa rimase l'ultima annata in cui la squadra raggiunse i playoff sino al 1994

## Calendario
| Turno      | Avversario             | Risultato | Stadio               | Record | Pubblico |
| ---------- | ---------------------- | --------- | -------------------- | ------ | -------- |
| 1          | Indianapolis Colts     | V 33–3    | Sullivan Stadium     | 1–0    | 55,208   |
| 2          | at New York Jets       | V 20–6    | The Meadowlands      | 2–0    | 72,422   |
| 3          | Seattle Seahawks       | S 31–38   | Sullivan Stadium     | 2–1    | 58,977   |
| 4          | at Denver Broncos      | S 27–20   | Mile High Stadium    | 2–2    | 75,804   |
| 5          | Miami Dolphins         | V 34–7    | Sullivan Stadium     | 3–2    | 60,689   |
| 6          | New York Jets          | S 31–24   | Sullivan Stadium     | 3–3    | 60,342   |
| 7          | at Pittsburgh Steelers | V 34–0    | Three Rivers Stadium | 4–3    | 54,743   |
| 8          | at Buffalo Bills       | V 23–3    | Rich Stadium         | 5–3    | 77,808   |
| 9          | Atlanta Falcons        | V 25–17   | Sullivan Stadium     | 6–3    | 60,597   |
| 10         | at Indianapolis Colts  | V 30–21   | Hoosier Dome         | 7–3    | 56,890   |
| 11         | at Los Angeles Rams    | V 30–28   | Anaheim Stadium      | 8–3    | 64,339   |
| 12         | Buffalo Bills          | V 22–19   | Sullivan Stadium     | 9–3    | 60,455   |
| 13         | at New Orleans Saints  | V 21–20   | Superdome            | 10–3   | 58,259   |
| 14         | Cincinnati Bengals     | S 31–7    | Sullivan Stadium     | 10–4   | 60,633   |
| 15         | San Francisco 49ers    | S 29–24   | Sullivan Stadium     | 10–5   | 60,787   |
| 16         | at Miami Dolphins      | V 34–27   | Orange Bowl          | 11–5   | 74,516   |
| Playoff    |                        |           |                      |        |          |
| Divisional | at Denver Broncos      | S 22–17   | Mile High Stadium    | 0–1    | 76,105   |

## Classifiche
| AFC East                | AFC East | AFC East | AFC East | AFC East | AFC East | AFC East | AFC East | AFC East | AFC East |
|                         | V        | S        | P        | %        | DIV      | CONF     | PF       | PS       | Str.     |
| ----------------------- | -------- | -------- | -------- | -------- | -------- | -------- | -------- | -------- | -------- |
| New England Patriots(3) | 11       | 5        | 0        | .688     | 7–1      | 8–4      | 412      | 307      | V1       |
| New York Jets(4)        | 10       | 6        | 0        | .625     | 6–2      | 8–4      | 364      | 386      | S5       |
| Miami Dolphins(5)       | 8        | 8        | 0        | .500     | 5–3      | 6–6      | 430      | 405      | S1       |
| Buffalo Bills           | 4        | 12       | 0        | .250     | 1–7      | 3–11     | 287      | 348      | S3       |
| Indianapolis Colts      | 3        | 13       | 0        | .188     | 1–7      | 2–10     | 229      | 400      | V3       |